# Basant Hassan
Basant Mosaad Mohamed Hassan, talvolta accreditata come Besnet Mohamed (in arabo بسنت مسعد‎?; 30 settembre 1993), è un'altista egiziana.

## Record nazionali
- Salto in alto: 1,82 m ( Il Cairo, 13 aprile 2016)

## Palmarès
| Anno | Manifestazione         | Sede        | Evento        | Risultato | Prestazione | Note             |
| ---- | ---------------------- | ----------- | ------------- | --------- | ----------- | ---------------- |
| 2010 | Giochi olimpici estivi | Singapore   | Salto in alto | 8ª        | 1,70 m      |                  |
| 2010 | Arabi juniores         | Il Cairo    | Salto in alto | Oro       | 1,76 m      |                  |
| 2011 | Africani juniores      | Gaborone    | Salto in alto | Oro       | 1,81 m      | Record nazionale |
| 2011 | Giochi panafricani     | Maputo      | Salto in alto | 5ª        | 1,75 m      |                  |
| 2011 | Arabi                  | al-'Ayn     | Salto in alto | Argento   | 1,73 m      |                  |
| 2011 | Giochi panarabi        | Doha        | Salto in alto | Argento   | 1,76 m      |                  |
| 2012 | Africani               | Porto-Novo  | Salto in alto | 5ª        | 1,75 m      |                  |
| 2013 | Universiadi            | Kazan'      | Salto in alto | 18ª       | 1,75 m      |                  |
| 2014 | Africani               | Marrakech   | Salto in alto | Argento   | 1,80 m      |                  |
| 2015 | Giochi panafricani     | Brazzaville | Salto in alto | 9ª        | 1,70 m      |                  |
| 2016 | Africani               | Durban      | Salto in alto | Bronzo    | 1,79 m      |                  |
| 2018 | Africani               | Asaba       | Salto in alto | 11ª       | 1,70 m      |                  |
| 2019 | Arabi                  | Il Cairo    | Salto in alto | Argento   | 1,76 m      |                  |

## Altre competizioni internazionali
2014
- 8ª in Coppa continentale ( Marrakech) - salto in alto - 1,69 m